# Unitat de compte
Una unitat de compte és una unitat de mesura que comptabilitza el valor de mercat d'un bé o servei. La moneda és una unitat de compte, però n'hi ha d'altres.
Les mercaderies en venda en un mercat són expressades fent servir aquesta unitat de compte, acceptada per tots els seus agents. És una manera de generalitzar i estandarditzar el valor dels diferents productes o serveis oferts i demanats al mercat. D'aquesta manera el valor és calculat pel venedor i expressat al comprador, qui pot acceptar o no l'operació.
Els títols de crèdit o de deute es denominen en unitats de compte. D'aquesta manera el valor convingut és mesurat i el mètode de càlcul del deute és definit.
La majoria de mercats tenen poques unitats de compte completament acceptades, per tal de facilitar les operacions financeres.